# Aplosonyx orientalis
Aplosonyx orientalis (лат.) — вид жуков-листоедов рода Aplosonyx из подсемейства козявки (Galerucinae, Chrysomelidae). Распространен в Юго-Восточной Азии: Китай (Гуандун, Гуанси, Юньнань); Вьетнам, Лаос, Таиланд, Мьянма, Индия. Жуки среднего размера (длина тела около 10 мм). Этот вид можно отличить от других видов по усикам, первый антенномер которых жёлтый, а антенномеры 2—11 чёрные; ноги чёрные с жёлтыми бёдрами. Этот вид отличается от сходного A. cinctus тем, что эдеагус расширен к середине, в боковом виде умеренно изогнут. Голова маленькая, лобные бугорки отчётливые, усики тонкие, доходят до середины каждого надкрылья, в целом три базальных антенномера блестящие, антенномер 2 самый короткий, антенномер 3 длиннее антенномера 2, антенномер 4 самый длинный и длиннее антенномеров 2 и 3 вместе взятых. Пронотум шире головы, почти в 2 раза шире её длины.